# Pandisus modestus
Pandisus modestus är en spindelart som först beskrevs av Peckham, Peckham, Wheeler 1888 [1889.  Pandisus modestus ingår i släktet Pandisus och familjen hoppspindlar. Inga underarter finns listade i Catalogue of Life.